# Pinus devoniana
Pinus devoniana je středně vysoká guatemalská a mexická borovice. Má nejdelší jehlice ze všech borovic světa.

## Synonyma
- Pinus filifolia
- Pinus grenvilleae
- Pinus macrophylla
- Pinus magnifica
- Pinus montezumae varieta macrophylla
- Pinus michoacaensis
- Pinus michoacana
- Pinus michoacana varieta cornuta
- Pinus michoacana varieta cornuta  forma nayaritana
- Pinus michoacana forma procera
- Pinus michoacana forma tumida
- Pinus michoacana varieta quevedoi
- Pinus nee-plus-ultra
- Pinus ocampii
- Pinus pawlowskiana
- Pinus verschaffeltii
- Pinus wincesteriana
- Pinus zitacuarensis
- Pinus zitacuarensis varieta nitida.

## Popis
Stálezelený, jehličnatý, rychle rostoucí strom (více než 30 cm za rok a více než 450 cm za 10 let ), dorůstající do výšky až 30 m. Kmen dosahuje průměru až 1 m, je vzpřímený a většinou jednotlivý. Větve prvního řádu jsou dlouhé, rozložité nebo stoupající, větve vyšších řádů jsou řídké, rozložité a stoupající. Koruna je zprvu kuželovitá, časem se rozšiřuje a zakulacuje, otevírá se a stává se široce pyramidální nebo klenutou. Borka je červenohnědá, drsná, u starších stromů tvořící podlouhlé, svislé, obdélníkové, šupinovité a malé pláty, rozdělené hlubokými, černými a podélnými, brázdami. Letorosty jsou 15–20 mm silné, drsné, tuhé a šupinovité, s neopadavými, dolů zahnutými kolénky listové stopky (Pulvinus). Hlavní vrcholové listové pupeny jsou 20–40 mm dlouhé, vedlejší (postranní) pupeny jsou menší, vejcovitě ostré, bez pryskyřice, s překrývajícími se oranžovočervenohnědými pupenovými šupinami s řasinkovitým okrajem. Jehlice se vyskytují v hustých trsech na koncích větví; jehlice jsou ve svazečcích (Fasciculus) po 5 (vzácně též po 4 a 6); jsou proměnlivě tuhé a přímé nebo ohebné a sklánějící se, leskle zelené či tmavozelené, pichlavé a ostré; 17–47 cm dlouhé, 1,1–1,6 mm široké; v průřezu trojúhelníkové, s průduchy na všech třech površích – v 5–9 řadách na spodních površích a v 3–6  řadách na všech horních površích; s 3–6 pryskyřičnými kanálky. Svazečkové pochvy hnědočerné, zprvu 30–45 mm dlouhé, později dozráváním 20–35 mm dlouhé, neopadavé a pryskyřičnaté; jehlice zůstávají na stromě 2–3 roky.
Samčí šištice se vyskytují ve shlucích blízko míst připojení letorostů, jsou podložené dlouhými šídlovitými listeny s řasinkovitými okraji; jsou válcovité, 20–40 mm dlouhé a zpočátku purpurovorůžové a později světle hnědé. Samičí šištice – šišky – se vyskytují blízko konců větví a jsou v přeslenech po 1–4 ; nezralé šišky jsou často vzpřímené a jsou zelené barvy, po opylení se zakřivují na silných, listenovitých stopkách a jsou vejčitě obdélníkové, purpurovohnědé a dozrávají 2 roky, zralé šišky jsou hnědé a na krátkých a neopadavých stopkách; šišky jsou vejčitě obdélníkové, s šikmou základnou, otevíravé, v rozevřeném stavu 15–37 cm dlouhé a 8–15 cm široké; po odpadnutí po nich zůstává několik šupin na větvi. Šupin šišek je asi kolem 175–225 , s vyvýšenými výrůstky (Apophysis), s příčným kýlem, kosočtverečné a s nepravidelnými stranami, 25 mm široké, hnědé, z hřbetní strany s vyvýšeným, plochým či vpadlým, 7 mm širokým, šedohnědým, zakončeným opadavým malým trnem, přírůstkem prvního roku (Umbo). Semena jsou šikmo široce vejčitá, zploštělá, 8–10 mm dlouhá a 5–7 mm široká, často světle hnědá s tmavými skvrnami; s ohebnými, šikmo vejčitými až obdélníkovými, 25–35 mm dlouhými a 10–15 mm širokými, světle hnědými s tmavšími pruhy, křídly.
Strom kvete od února do března, semena dozrávají v říjnu až únoru. Semena používaná pro generativní rozmnožování stromu by měla pocházet od zdravých, dobře plodících, jedinců, aby byl zajištěn přenos kvalitních genů pro budoucí generaci stromu. Semena se sbírají od října do února, opatrně, aby nedošlo k poškození dělivých pletiv plodonosných větví (což by negativně ovlivnilo plodnost stromu v dalších letech), dále je třeba šišky i se semeny sušit (například na slunci a ve větru), aby došlo k rozevření šišek. Při skladování semen v suchu (relativní vlhkost vzduchu kolem 6–8 %) a při teplotách kolem 4 °C, nejlépe v kovových nádobách, jsou semena životaschopná po dobu minimálně 4 let. Pak klíčivost semen klesá. Před výsevem je dobré, pro zlepšení klíčivosti, semena namočit po dobu 7 dní do čisté vody, tím dojde k navýšení klíčivosti přibližně na 75 %. Semena pak klíčí kolem 6–10 dnů. Výsev semen je nejlepší provést do hloubky 0,5–2 cm, do přiměřeně vlhkého, objem vysycháním příliš neměnícího, substrátu, o správné soudržnosti (konzistenci), aby udržel semena na místě, a se střední půdní zrnitostí, která zajišťuje dobré odvodnění, a zároveň je důležité udržet správnou úroveň vlhkosti, dobrá je například směs rašeliny, mechu, borové kůry a přírodního perlitu a přírodního magmatického vermikulitu a dodat mykorhizu. Vysazení na konečné stanoviště je nejlepší provést až poté, co kořenový systém stromu zaplní minimálně 50 % objemu nádoby, a minimální tloušťka kmenu se rovná, nebo překročí, 0,4 cm. Před výsadbou je dobré stromek hodně zalít vodou a pak zasadit, a přibližně 1 krát ročně, po dobu prvních 3 let, vyplet plevel kolem stromku v okruhu asi 20 cm kolem kmenu, nejlépe v dobách hojných dešťů, aby stromek netrpěl suchem.

## Příbuznost
Pinus devoniana je blízce příbuzná borovici Pinus montezumae.

## Výskyt
Domovinou stromu je Guatemala a Mexiko (státy Aguascalientes, Chiapas, Guerrero, Hidalgo, Jalisco, Michoacán, Morelos, Nayarit, Oaxaca, Puebla, Querétaro, San Luis Potosí, Sinaloa, Tlaxcala, Veracruz, Zacatecas a federální distrikt Ciudad de México).

## Ekologie
Pinus devoniana roste v nadmořských výškách 700–3000 m, v subtropickém klimatu, potřebuje kolem 3–76 mrazivých dnů v roce. Průměrné teploty, ve kterých strom roste, jsou kolem 18 °C, minimální jsou −7 °C a maximální 45 °C. Průměrné srážky jsou 1100 mm, minimální 600 mm a maximální 1600 mm. Období sucha zde trvá od listopadu do května. Pinus devoniana dokáže růst v různých půdách; nejlépe prospívá v půdách hlubokých, jílovitých, bohatých na organický materiál (kolem 12 % humusu), vodu dobře odvádějících, s pH 5–6,5  (mírně kyselá půda). Půdy bývají často odvozeny z čediče, sopečného popela, dolomitu spojeného s andezitem, někdy bohaté na alofán; strom dokáže také růst v půdách bohatých na vápník.
Borovice Pinus devoniana se vyskytuje v oblastech s častými požáry, je tudíž dobře přizpůsobena ohni. Spolu s několika dalšími druhy borovic prochází v prvních 2–20 letech života (u Pinus devoniana trvá toto období většinou kolem 5 let) zvláštní růstovou fází, která připomíná trávu nebo bylinu. Tato „trávová fáze“  je vrozená, trvá podle genetických dispozic organizmu stromu a podle vlastností životního prostředí, ve kterém strom žije (například dostupnost živin, vody, světla, přítomnost či nepřítomnost patogenů, úroveň konkurence okolních rostlin a jiné faktory), a je zahájena ihned po vyklíčení; strom v trávové fázi neroste do výšky a vytváří si druhotné speciální jehlice, které tvoří husté shluky kolem pupenů, čímž jsou pupeny prostřednictvím těchto jehlic tepelně izolovány, a, i když oheň tyto jehlice zničí, z chráněných pupenů vyrostou jehlice nové , čímž se semenáč stává prakticky imunní vůči ohni, navíc současně oheň zničí potenciální patogeny, čímž rostlině prospívá; semenáč stromu si v této trávové fázi také vytváří silný hlavní kořen a velký kořenový systém, shromažďuje živiny a vyčkává na dobré podmínky, například na dostatek světla (kupříkladu po požáru, po likvidaci konkurence ohněm), a pak zahájí rychlý růst do výšky a vytvoří si silnou, ohnivzdornou borku. Trávová etapa byla pozorována také u dalších borovic: borovice Elliotovy variety densa (Pinus elliottii varieta densa), Pinus engelmannii, Pinus merkusii, Pinus montezumae, borovice bahenní (Pinus palustris), Pinus pseudostrobus a Pinus tropicalis.
Pinus devoniana roste v otevřených, dubovo-borovicových lesích; po požárech též často vytváří, pro svou odolnost vůči ohni, nové lesy na ohořelých horách se svou oblíbenou borovicí Pinus oocarpa. Pinus devoniana také ráda roste s Pinus cembroides, Pinus hartwegii, Pinus maximinoi, Pinus montezumae, Pinus pseudostrobus a také s duby Quercus, ambroněmi Liquidambar. Jako podrost pod stromem rostou kaliandry Calliandra, leucény Laucaena, akácie Acacia, dodonky Dodonaea, libavky Gaultheria, citlivky Mimosa a další.

## Nepřátelé a nemoci
Strom někdy bývá napadán parazitickými rostlinami z čeledi santálovitých Arceuthobium aureum poddruh petersonii (v Chiapasu, Oaxace), Arceuthobium durangense (v Durangu, Jaliscu a Sinaloi), Arceuthobium globosum poddruh grandicaule (v celém jižním Mexiku), Arceuthobium oaxacanum (v Oaxace). V Sinaloi je strom též napadán jmelím Psittacanthus macrantherus.
Z hmyzu se jehlicemi stromu živí například hřebenule Neodiprion, borkou se živí lýkohub Dendroctonus, obaleč Rhyacionia, smolák Pissodes a lýkožrout Pityophthorus. Šiškami se živí Conophthorus michoacan a Megastigmus albifrons. Semena požírají například obaleči Cydia či zavíječi Dioryctria erythropasa.

## Využití člověkem
Dřevo stromu je kvalitní a je používáno v truhlářství, na výrobu řeziva, nábytku, krabic, rukojetí nářadí, parket, prken, buničiny, pryskyřice, slepené a slisované dřevěné třísky (spolu s dřevěnými třískami ostatních borovic) na dřevotřísku a jako palivové dříví.
Pinus devoniana není, i přes svůj pozoruhodný vzhled (obrovské jehlice, druhé největší šišky ze všech borovic (největší šišky má borovice Coulterova Pinus coulteri) a červenohnědou borku), prakticky vůbec pěstována.

## Ohrožení
Pinus devoniana není ohrožena, její populace je stabilní. Strom není příliš vysoký, nemá často rovný kmen a je odspodu zavětvený, není proto příliš atraktivní jako zdroj dřeva pro dřevozpracující podniky. Na druhou stranu je ovšem, spolu s ostatními borovicemi, čím dál více používán místní rostoucí vesnickou populací, jako zdroj palivového dříví. Strom se též vyskytuje v několika chráněných oblastech.

## Galerie

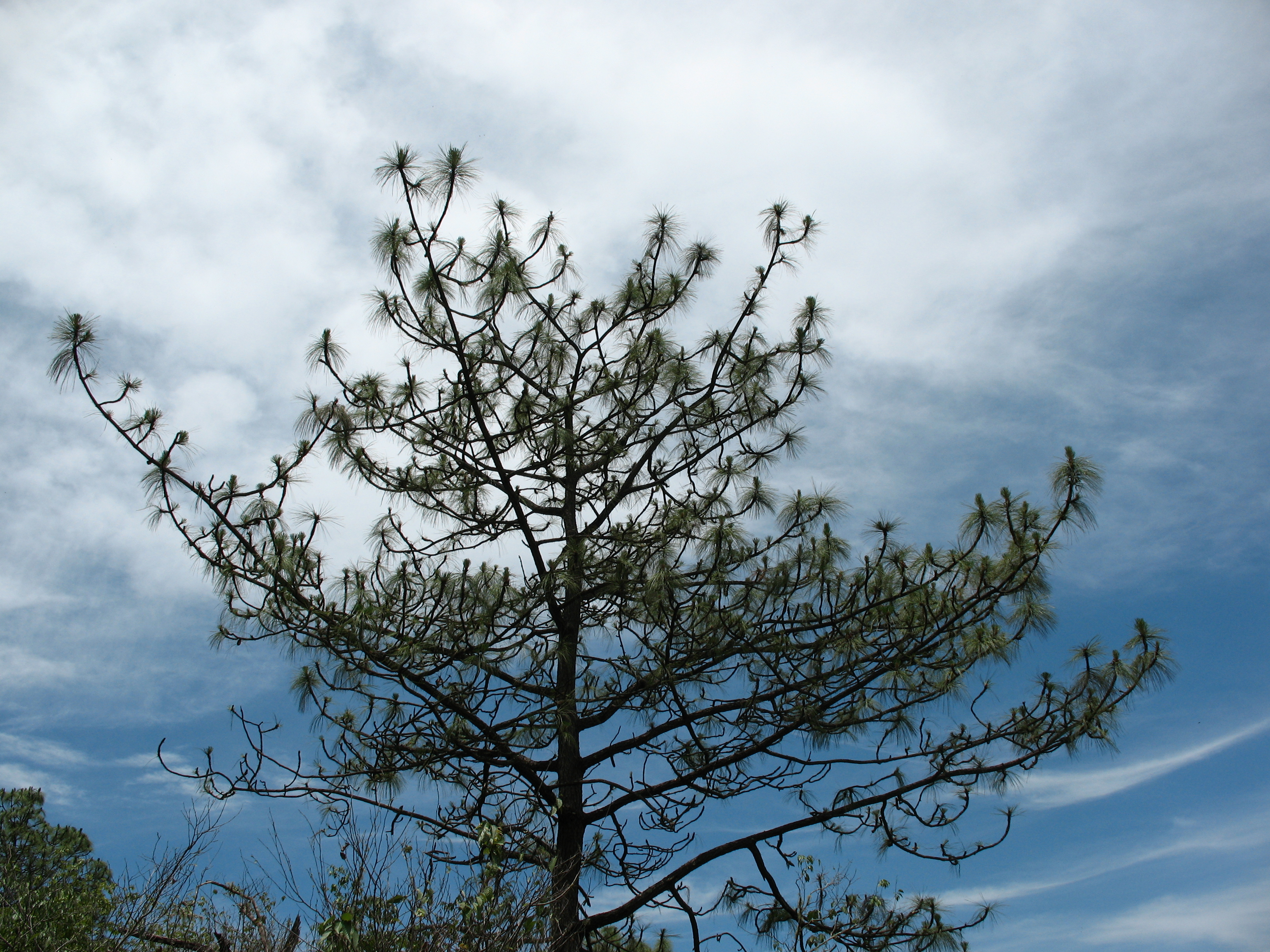
Pinus devoniana volně rostoucí v nadmořské výšce 1225 m ve státě Nayarit, Mexiko.
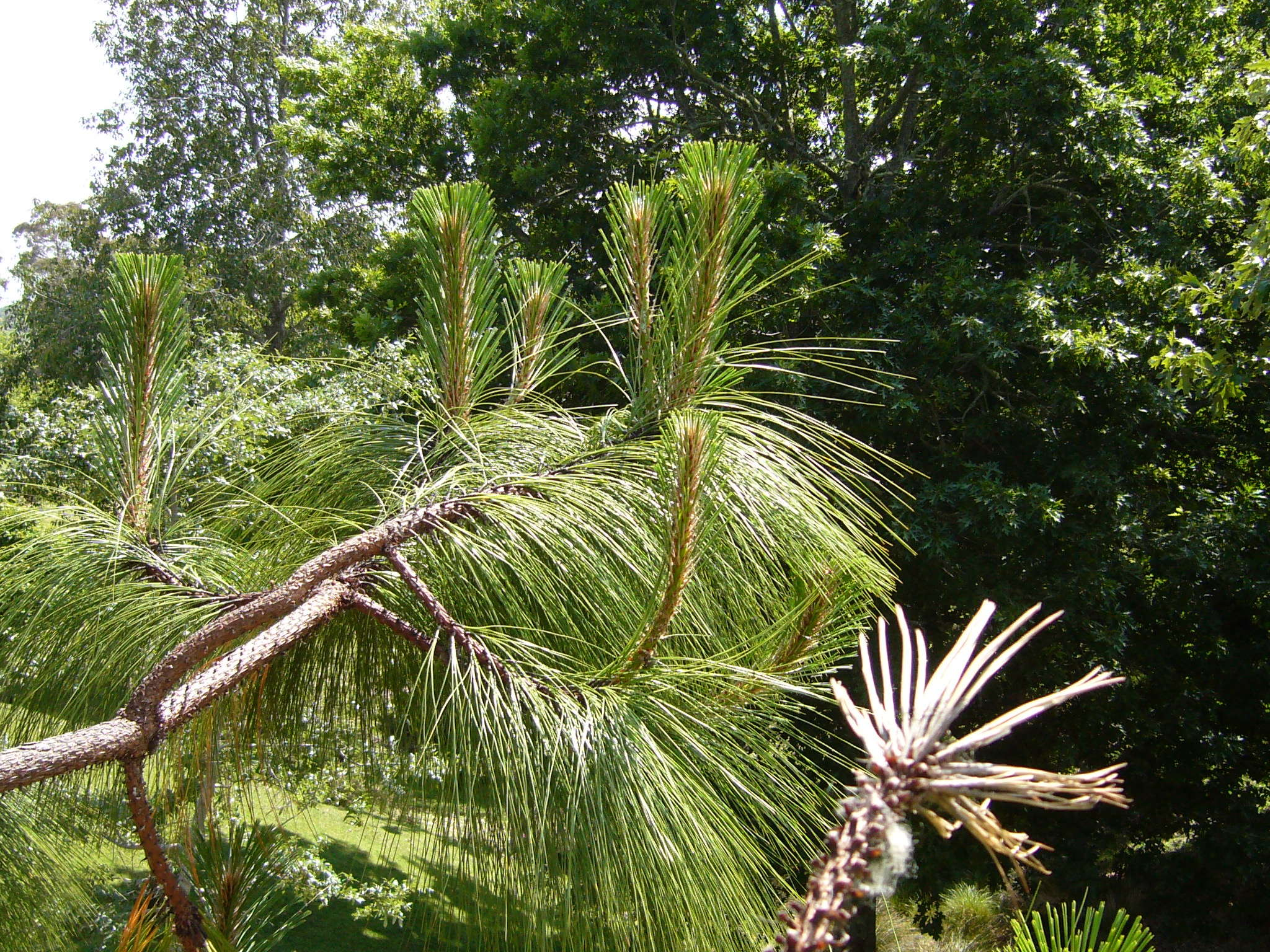
Pinus devoniana, jehlice v arboretu Hackfalls, okres Gisborne, Severní ostrov, Nový Zéland.
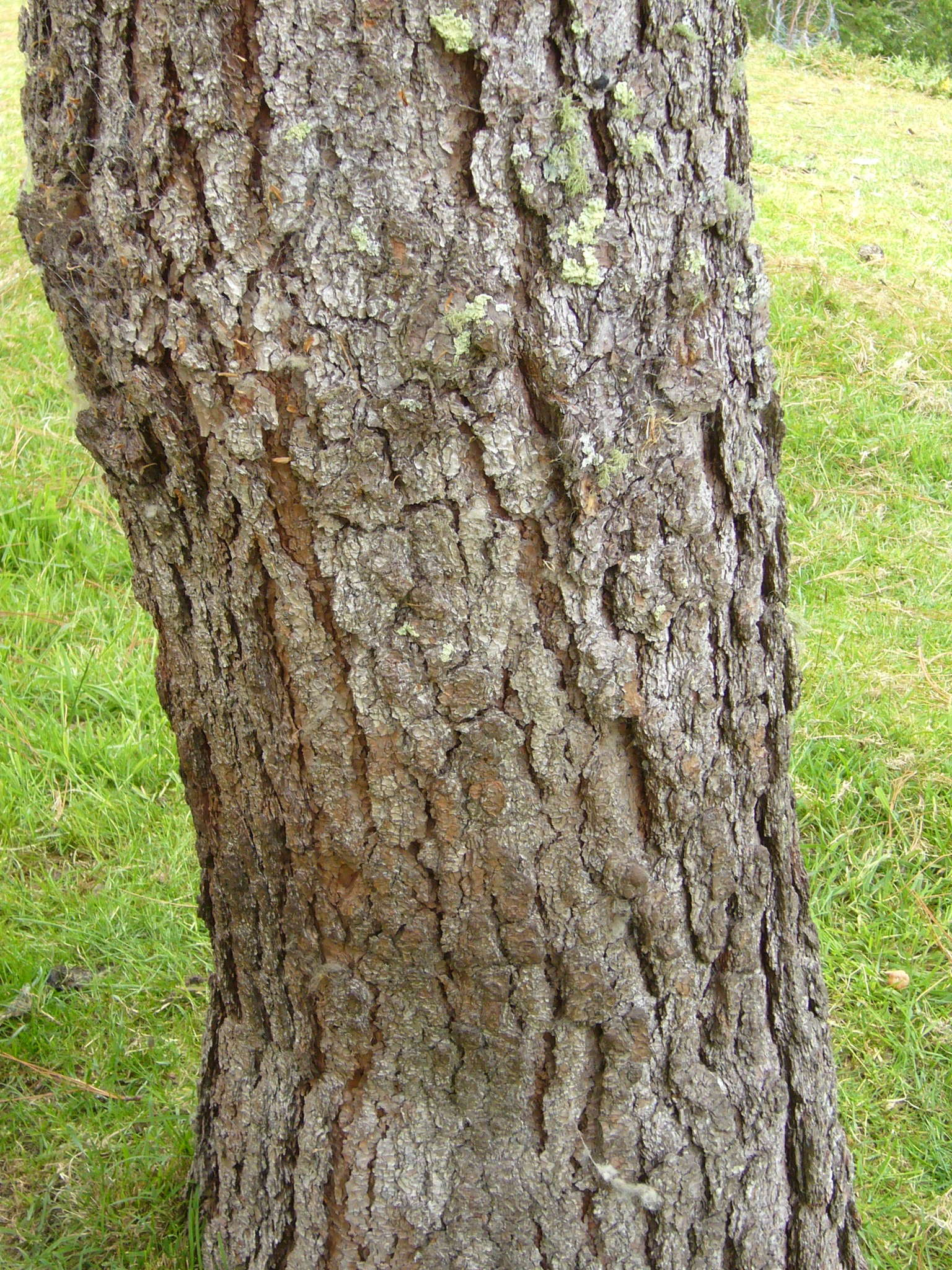
Pinus devoniana, borka. Arboretum Hackfalls, okres Gisborne, Severní ostrov, Nový Zéland.
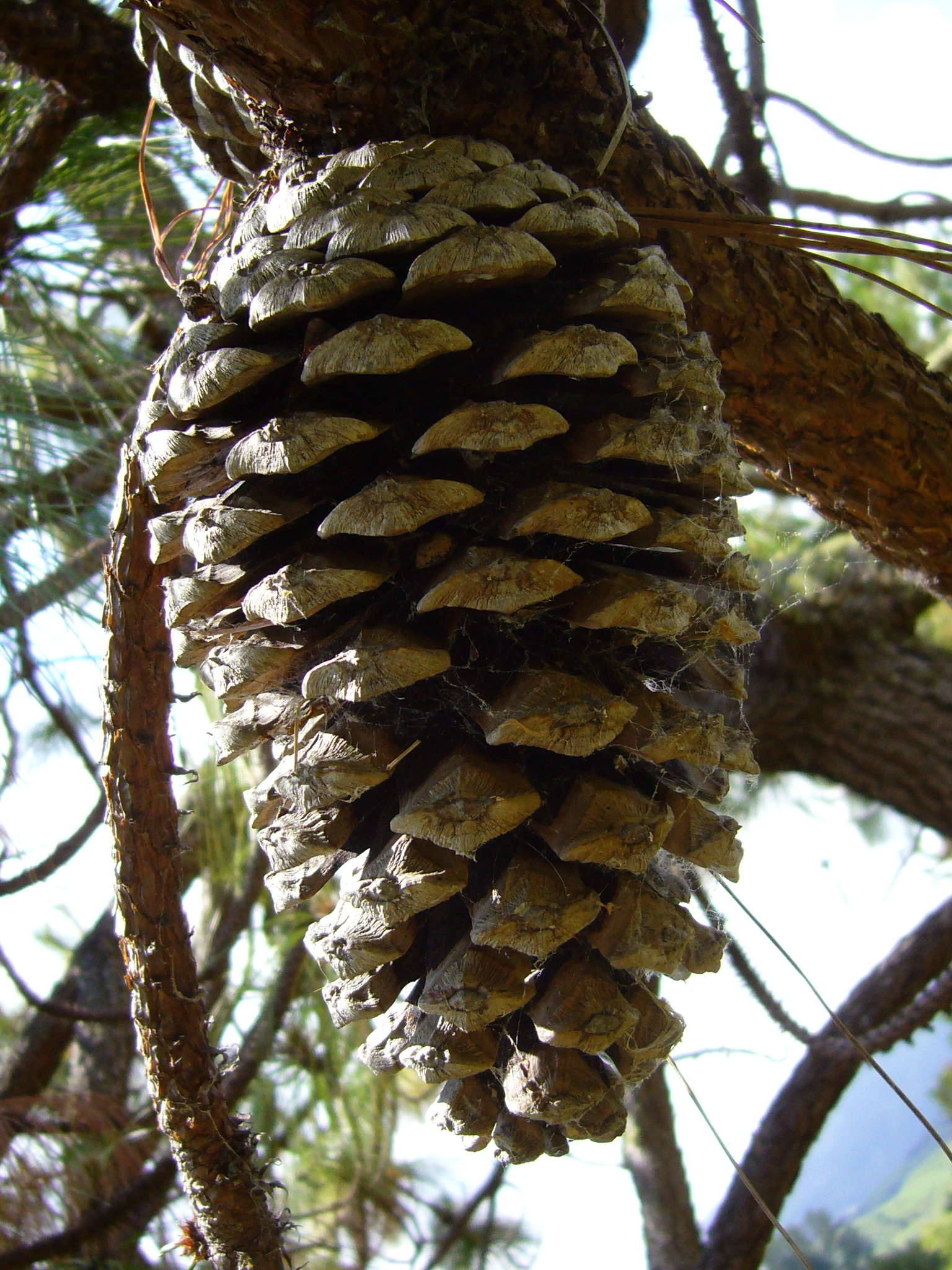
Samičí šištice (šiška). Arboretum Hackfalls, okres Gisborne, Severní ostrov, Nový Zéland.
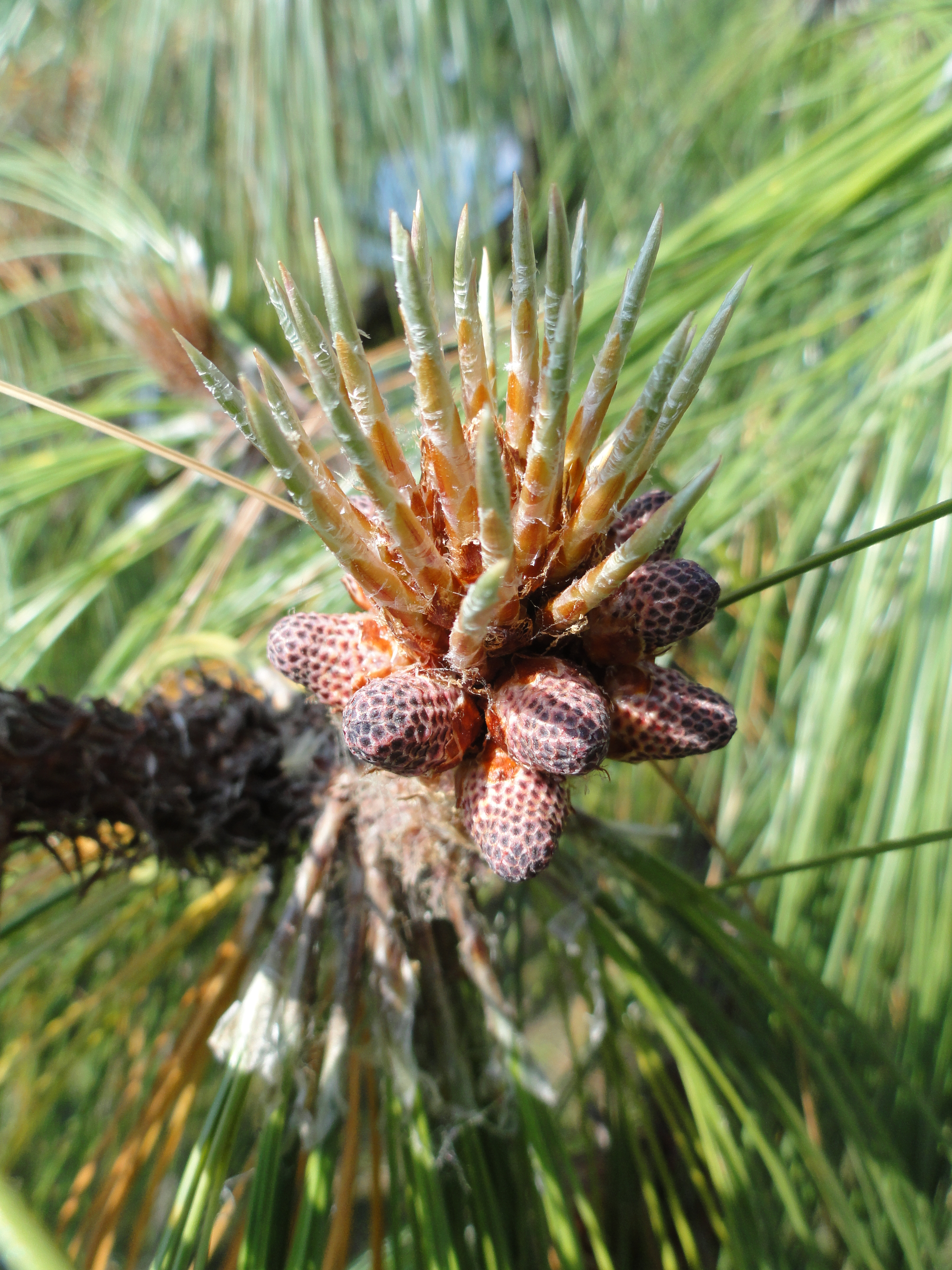
Samčí šištice. Zahrady Villa Melzi, u Komského jezera, oblast Lombardie, Itálie.
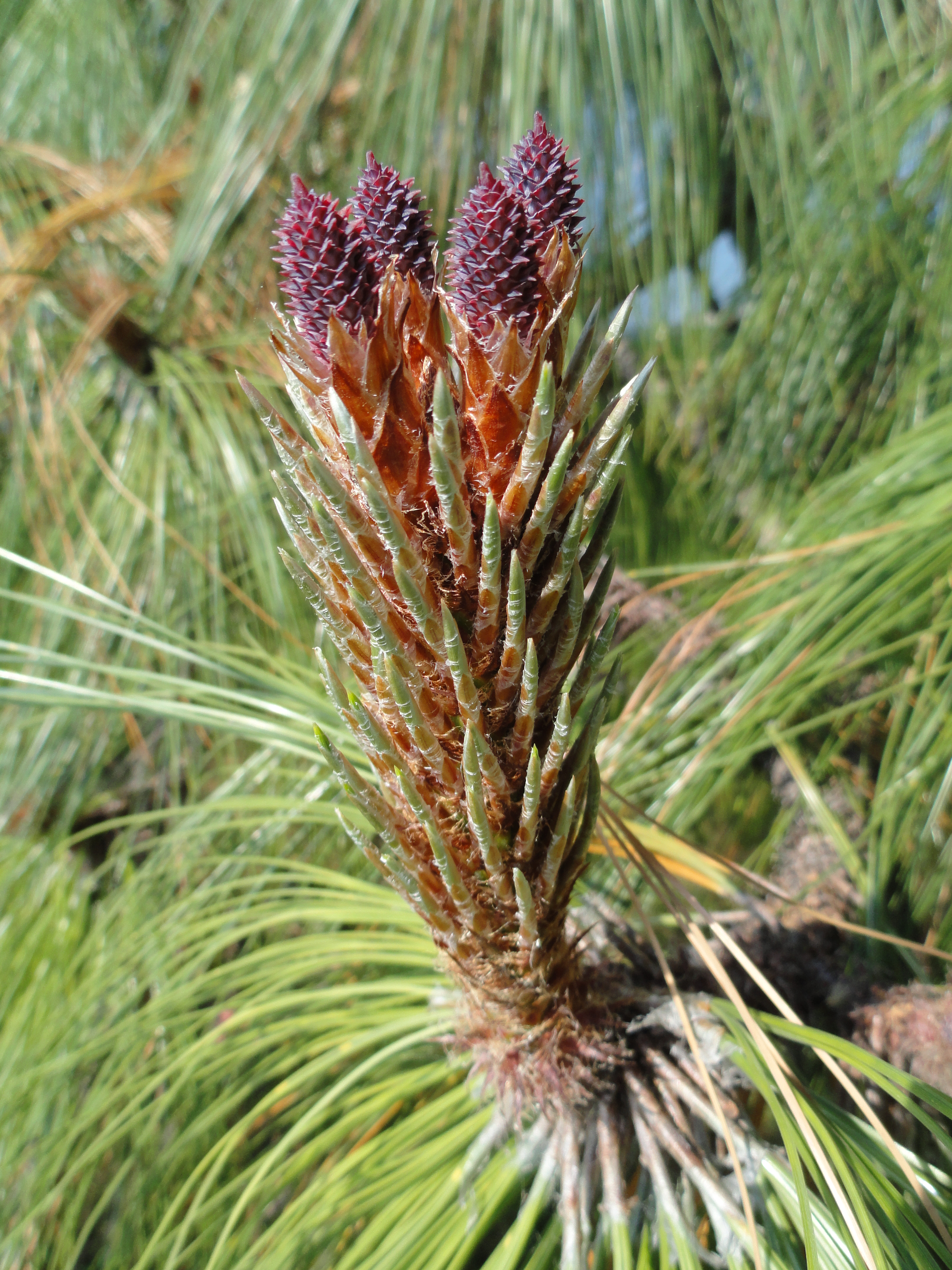
Mladé samičí šištice. Zahrady Villa Melzi, u Komského jezera, obec Bellagio, provincie Como, oblast Lombardie, Itálie.
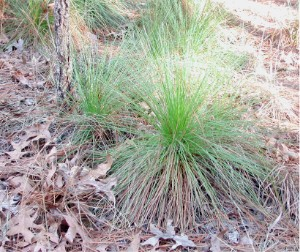
Trávová fáze u borovic s dlouhými jehlicemi (zde pro ilustraci u jiného druhu borovice – Pinus palustris)
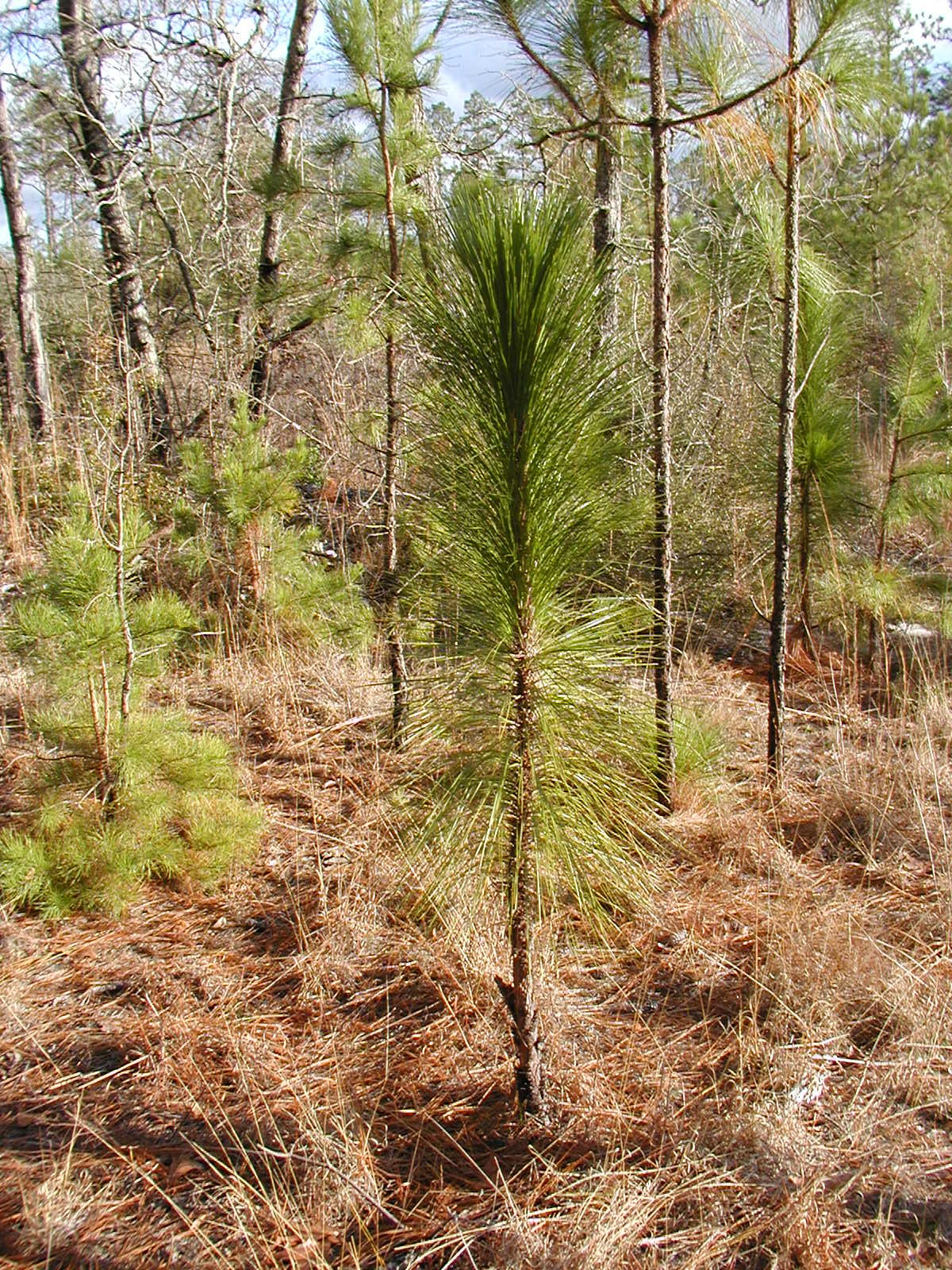
Semenáč nespecifikovaného druhu borovice v trávové fázi u borovic s dlouhými jehlicemi.